# Pseudomonacanthus elongatus
Pseudomonacanthus elongatus es una especie de peces de la familia Monacanthidae en el orden de los Tetraodontiformes.

## Morfología
Pueden llegar alcanzar los 25 cm de longitud total.

## Hábitat
Es un pez de mar y de clima tropical y demersal que vive entre 1-7 m de profundidad.

## Distribución geográfica
Se encuentra en Australia, Indonesia, Papúa Nueva Guinea y el Vietnam.

## Observaciones
Es inofensivo para los humanos.